# Super League 2020
La Super League de 2020 fue la 126.ª temporada del rugby league de Inglaterra y la vigésimo quinta edición con la denominación de Super League.

## Formato
Los clubes se enfrentaron en una fase regular de todos contra todos en condición de local y visitante, los seis equipos mejor ubicados al terminar esta fase clasificaron a la postemporada.
Debido a la Pandemia de COVID-19, los clubes disputaron un número desigual de encuentros, por lo que se decidió que la forma de clasificar a la postemporada sería por porcentaje de triunfos,

## Desarrollo

### Tabla de posiciones
| Pos. | Equipo               | Encuentros | Encuentros | Encuentros | Encuentros | Tantos | Tantos | Tantos | Porcentaje de triunfos |
| Pos. | Equipo               | PJ         | PG         | PE         | PP         | F      | C      | Dif    | Porcentaje de triunfos |
| ---- | -------------------- | ---------- | ---------- | ---------- | ---------- | ------ | ------ | ------ | ---------------------- |
| 1    | Wigan Warriors       | 17         | 13         | 0          | 4          | 408    | 278    | +130   | 76.47                  |
| 2    | St Helens            | 17         | 12         | 0          | 5          | 469    | 195    | +274   | 70.59                  |
| 3    | Warrington Wolves    | 17         | 12         | 0          | 5          | 365    | 204    | +161   | 70.59                  |
| 4    | Catalans Dragons     | 13         | 8          | 0          | 5          | 376    | 259    | +117   | 61.54                  |
| 5    | Leeds Rhinos         | 17         | 10         | 0          | 7          | 369    | 390    | -21    | 58.82                  |
| 6    | Hull FC              | 17         | 9          | 0          | 8          | 405    | 436    | -31    | 52.94                  |
| 7    | Huddersfield Giants  | 18         | 7          | 0          | 11         | 318    | 367    | -49    | 38.89                  |
| 8    | Castleford Tigers    | 16         | 6          | 0          | 10         | 328    | 379    | -51    | 37.50                  |
| 9    | Salford Red Devils   | 18         | 5          | 0          | 13         | 354    | 469    | −115   | 27.78                  |
| 10   | Wakefield Trinity    | 19         | 5          | 0          | 14         | 324    | 503    | −179   | 26.32                  |
| 11   | Hull Kingston Rovers | 17         | 3          | 0          | 14         | 290    | 526    | −236   | 17.65                  |

|  | Postemporada. |

### Postemporada

#### Ronda preliminar
| 12 de noviembre | Warrington Wolves | 14 - 27 | Hull FC |  |  |

| 13 de noviembre | Catalans Dragons | 26 - 14 | Leeds Rhinos |  |  |

#### Semifinal
| 19 de noviembre | Wigan Warriors | 29 - 2 | Hull FC |  |  |

| 20 de noviembre | St Helens | 48 - 2 | Catalans Dragons |  |  |

#### Final
| 27 de noviembre | Wigan Warriors | 4 - 8 | St Helens | KCOM Stadium, Hull |  |

| Bandera de Inglaterra |
| Campeón St Helens     |
| Décimo quinto título  |